# Lilla Flatnan
Lilla Flatnan är en sjö i Smedjebackens kommun i Dalarna och ingår i Norrströms huvudavrinningsområde.